# MYSUKA
MYSUKA — второй релиз группы альтернативного русского хип-хопа 3H Company, их дебютный мини-альбом (макси-сингл) длительностью 12 минут, выпущенный на петербургском лейбле Doing Great Music в середине апреля 2022 года и посвящённый музыке. Материал исполнялся на трёх выступлениях коллектива до релиза и на нескольких после.

## Участники записи
- Илья Юрьевич Барамия — музыка.
- Михаил Олегович Феничев — слова, вокал.
- Михаил Юрьевич Ильин — вокал.

## Список композиций
Все тексты написаны Михаилом Феничевым, вся музыка написана Ильёй Барамией.
| №                   | Название            | Альтернативное название | Длительность |
| ------------------- | ------------------- | ----------------------- | ------------ |
| 1.                  | «MYSUKA, Pt. 1»     |                         | 4:06         |
| 2.                  | «MYSUKA, Pt. 2»     | «Техно»                 | 4:29         |
| 3.                  | «MYSUKA, Pt. 3»     | «Оберег»                | 3:00         |
| Общая длительность: | Общая длительность: | Общая длительность:     | 11:35        |

## Предыстория
В 2001 году сформировалась группа 2H Company: электронный дуэт «Ёлочные игрушки» (Илья Барамия и Александр Зайцев) объединились с поэтом и эмси Михаилом Феничевым и записали первый трек. Позже к трио присоединился Михаил Ильин в качестве второго эмси. В 2004 году квартет выпустил альбом «Психохирурги» на CD, в 2005 году — живое студийное переиздание 2H Company. После ухода Ильина, в 2007 году вышел альбом «Искусство ухода за АК-47», в записи которого рэпер успел поучаствовать. Оставшееся трио окончательно распалось в 2009 году.
Через десять лет после распада была предпринята попытка воссоединения участников. Но более успешной оказалась следующая, и в 2021 году Барамия, Феничев и Ильин объединились под новым названием — 3H Company. В дебютный альбом группы, трибьют «8 жизней», вошли перезаписанные с новыми аранжировками треки 2H Company. При этом Михаил Ильин предлагал старые песни издать вместе с новыми.

## Создание и релиз

### Запись и содержание
В рамках проекта 3H Company, летом—осенью 2021 года, Михаилу Феничеву хотелось сочинить текст, связанный с техно, а у Ильи Барамии как раз были подходящие биты-заготовки — эти минуса и вдохновили Феничева на написание песен про музыку. Так поэт сочинил три взаимосвязанных небольших текста, а потенциальный новый релиз группы в интервью «Медузе» окрестил «микроминиипишкой». При создании новых сюжетов Михаил интуитивно чувствовал, какому из своих коллективов больше подходит та или иная новая песня: 3H Company или «Есть Есть Есть» (как раз готовящего четвёртый студийный альбом); и в целом Феничев между работой в группах не разрывался, а, по собственному признанию, «одним процессом по-хорошему отвлекался от другого». По выражению редакции портала The Flow, в мини-альбоме «группа представляет разные грани музыки: она „несёт сердцу тепло“, „приворожила миллионы слуг“ и сводит с ума».

#### Композиции
1. Текст трека «MYSUKA, Pt. 1» представляет собой монолог лирического героя, обращённый к музыке, которую он разлюбил. Поначалу обвиняя её в предательстве, общедоступности, вреде и ненужности, персонаж в итоге доходит до умозаключения, что музыка — это «лёгкая наркота», под которую удобно танцевать для улучшения мозгового кровоснабжения. В припеве герой просит её ни к чему его не располагать и не отвлекать от полезных дел, а в аутро многократно называет «предателькой».
2. В песне «MYSUKA, Pt. 2» герой (уже не молодой) после танцев в клубе всю ночь, потратив все деньги на алкоголь, возвращается домой пешком, слушая техно в проводных наушниках, поскольку блютусные разрядились. Таким образом музыка довела его до дома — значит, она имеет «потенциал на функционал» и «пользу осязаемую».
3. Трек «MYSUKA, Pt. 3» начинается с ещё одного обращения к музыке. Автор просит прощения у неё за скандал и предлагает его преодолеть, чтобы «годы любви в гараже» были не зря, путём продолжения сотрудничества, в рамках которого обязуется отвечать за словесную составляющую. В итоге их союз создаёт «оберег-песню», припев которой, по версии героя, был закольцован в его голове самой музыкой в качестве мести.

### Исполнения до релиза
По окончании дебютного концерта 3H Company 4 июля 2021 года в петербургском пространстве «Севкабель Порт» Михаил Феничев предупредил публику: «В сентябре будет расширенная программа. С новой песенкой, возможно». Однако следующее выступление состоялось позже.
12 октября на официальных страницах 3H Company в VK и Instagram была опубликована минутная видеозапись с репетицией в студии новой песни — впоследствии названной «MYSUKA, Pt. 2». 14 октября на концерте в московском арт-центре Mutabor она была исполнена дважды: в рамках программы и на бис.
23 октября на концерте в петербургском баре «Мачты» трио исполнило все три песни из предстоящего мини-альбома.
11 декабря на церемонии вручения премии Jager Music Awards 2021 в московском клубе Blackout Феничевым под музыку Барамии и диск-жокея N-Tone, дополнявшего выступление тёрнтейблизмом (скретчингом), вновь были исполнены все три новые песни.
Когда во время концертов исполняешь ещё не записанный материал, то понимаешь — у человека нет шансов понять, что же ему такое рассказывают.Илья Барамия

### Выход
15 апреля 2022 года при посредничестве петербургского лейбла Doing Great Music на стриминговых сервисах «VK Музыка», Apple Music, «Яндекс Музыка», «Звук» и YouTube был выпущен мини-альбом MYSUKA, включающий три пронумерованные одноимённые песни. Илья Барамия поделился: «Релиз был намечен на 5 марта, конечно, мы его отменили. Долго собирались с духом и решили издать. Пусть это будет наша не громкая, но конструктивная нота в этот день». Релиз является первым за 12 лет новым совместным материалом Барамии, Феничева и Ильина. Как и в случае с трибьютом «8 жизней», обложка была разработана дизайн-студией WOOF, также занимающейся оформлением релизов дуэта «АИГЕЛ».
Песня «MYSUKA, Pt. 1» попала, во-первых, в плейлист «Русская электроника» на сервисе YouTube Music, куда включены «качественные и вдохновляющие треки местной сцены», а во-вторых — в официальный плейлист сервиса «VK Музыка» под названием «Олд бат голд», посвящённый русскому хип-хопу «старой школы».

## Приём
| Оценки критиков | Оценки критиков |
| Источник        | Оценка |
| --------------- | --- |
| InterMedia      | 7 из 10 звёзд · 7 из 10 звёзд · 7 из 10 звёзд · 7 из 10 звёзд · 7 из 10 звёзд · 7 из 10 звёзд · 7 из 10 звёзд · 7 из 10 звёзд · 7 из 10 звёзд · 7 из 10 звёзд |

### Музыкальная критика
Музыкальный журналист и критик Алексей Мажаев поставил релизу MYSUKA оценку 7 из 10 и в рецензии для сайта InterMedia написал, что «звучат 3H Company так, будто никакого перерыва не было и они продолжили с того же места» — Михаилы Феничев и Ильин «плетут замысловатую паутину слов и смыслов», а Илья Барамия «сопровождает это гулкими битами». Критик отметил, что тексты по-прежнему обязывают слушателей максимально сосредотачиваться, и добавил: «Впрочем, следить надо не только за смыслом, но и как-то внутренне принимать подачу исполнителей. Кстати, они кажется, нашли определение своему стилю — и вынесли его в заголовок пластинки. Это не то чтобы музыка — но определённо „мызука“».
Музыкальный критик Владимир Наумов, являющийся поклонником 2H Company со школьных лет, написал, что MYSUKA «продолжает в том же духе проветривать мозги слушателей», что и «8 жизней», а также отметил, что Илья Барамия следует своему намерению «убивать басом» от релиза к релизу. Подспудными темами автор назвал «бытовую биомеханику, аутичный шаманизм» и «неврастенический конформизм».

### Статистика прослушиваний
К февралю 2025 года официальный плейлист альбома на стриминговом сервисе YouTube Music набрал более 36,8 тыс. прослушиваний, на сервисе Spotify — не меньше 17 тыс. прослушиваний, на сервисе «VK Музыка» — более 12,8 тыс. прослушиваний, на сайте Last.fm — более 1000 слушателей и 8 тыс. прослушиваний. В приложении «Яндекс Музыка» релиз имеет более 900 лайков.

## Исполнения после релиза
- 20 мая 2022 года было выпущено видео в рамках проекта «МТС Live», для которого Феничев и Барамия последовательно исполнили все три песни из альбома MYSUKA[29].
- 25 июня 3H Company (без Ильина) выступили на фестивале «Violet. Дикая мята» в деревне Бунырево Тульской области[30], где вновь исполнили все три трека[В 6].
- 9 июля песни «MYSUKA, Pt. 1» и «MYSUKA, Pt. 2» были исполнены на концерте Михаила Феничева и Ромы Ско в казанском арт-пространстве Werk[В 7].
- 6 августа 3H Company (вновь без Ильина) выступили в московском пространстве «K-30»[31], где также были исполнены «MYSUKA, Pt. 1» и «MYSUKA, Pt. 2»[В 8].
- 17 сентября дуэт исполнил MYSUKA целиком на десятом и последнем фестивале Street Vision в Томске в рамках полуторачасового сета[32].